# 34457 Leahroberts
34457 Leahroberts este o planetă minoră (asteroid) din centura de asteroizi. A fost descoperită pe 24 septembrie 2000 la Experimental Test Site⁠(d) de Lincoln Near-Earth Asteroid Research. 
Obiectul prezintă o orbită caracterizată de o semiaxă mare de 2,8350049 UAi, o excentricitate de 0,04, o înclinație de 2,70275 ° în raport cu ecliptica.